# Гепатоцеллюлярная аденома
Гепатоцеллюлярная аденома, аденома печени (ГА) (лат. adenoma; от «железа» + -ομα «опухоль») — редкая доброкачественная опухоль печени, наиболее часто встречающаяся у женщин репродуктивного возраста, принимающих оральные контрацептивы. Заболеваемость и распространенность ГА точно не установлены, сообщается о встречаемости от 0,001 до 0,004 %. Может осложняться кровоизлияниями, особенно если размеры образования превышают 5 см, а также, в отличие от других доброкачественных образований печени, имеет риск злокачественной трансформации в гепатоцеллюлярную карциному. При этом у мужчин риск малигнизации выше, хотя у женщин аденома печени встречается чаще.
Магнитно-резонансная томография — наиболее специфический инструмент для неинвазивной диагностики ГК. Открытие мутаций, лежащих в основе различных специфических фенотипов ГА, позволило создать молекулярную классификацию, которая изменила лечение этой патологии.

## Этиология
В большинстве случаев аденома развивается в здоровой печени по неясным причинам. Однако выявлены некоторые предрасполагающие условия: длительное использование оральных контрацептивов, гликогеноз III и IV типов, врожденный портокавальный шунт, а у мужчин — приём анаболических стероидов. Молекулярный анализ выявил специфические мутации в аденоматозных клетках, каждая из которых связана со специфическими гистологическими особенностями: мутации HNF1 связаны с жировыми гепатоцитами, а мутации в бета-катенине связаны с дисплазией и злокачественной трансформацией. Ещё один тип аденомы печени был охарактеризован как телеангиэктатическая аденома.

## Эпидемиология
Ежегодная заболеваемость оценивается около одного случая на миллион человек.

## Клиническая картина
Средний возраст постановки диагноза — 34 года (от 15 до 64 лет), редко встречается у детей. У большинства пациентов симптомы отсутствуют, и аденома обнаруживается случайно во время УЗД или радиологических исследований, проводимых по другим причинам. Боль или дискомфорт в правом подреберье или в эпигастральной области встречаются часто, но не всегда связаны с аденомой. ГА может проявляться в результате спонтанного разрыва или кровотечения, приводящего к острой боли в животе, прогрессирующей до геморрагического шока, гипотонии и даже смерти. По оценкам, эти осложнения возникают у 30 % пациентов с аденомой более 5 см в диаметре. Пациенты с ГА имеют нормальную функцию печени, уровень маркеров опухоли в сыворотке крови не повышен. Уровень аминотрансфераз и гамма-глутамилтранспептидазы может быть слегка повышен.
ГА обычно единична, но иногда встречаются множественные образования под названием «гепатоцеллюлярный аденоматоз». Размер варьируется от примерно 1 см (предел обнаружения для обычных методов визуализации) до более 20 см. Риск осложнений у пациентов с ГА менее 5 см практические отсутствует. В редких случаях и чаще у мужчин самые большие опухоли могут иметь злокачественные признаки. Гистологически клетки аденомы крупнее нормальных гепатоцитов, но не обнаруживают цитонуклеарной атипии. Портальных трактов, центральных вен или желчных протоков мало или их нет, но есть изолированные артерии. Клетки Купфера малочисленны или отсутствуют.

## Диагностика
Диагноз ставится на основании ультразвукового исследования с контрастным усилением, многофазной компьютерной томографии или МРТ с контрастным усилением гадолинием. Для подтверждения диагноза может потребоваться биопсия или резекция. Дифференциальный диагноз включает некоторые формы гемангиомы, очаговую узловую гиперплазию, гепатоцеллюлярную карциному и некоторые типы метастазов в печень.

## Лечение
Специфические методы лечения отсутствуют. При размерах более 5 см может быть показано хирургическое удаление. При меньших размерах и отсутствии дополнительных факторов риска проводят динамическое наблюдение с использованием УЗД.
В случае приема гормональных контрацептивов их следует отменить.

## Прогноз
Злокачественная трансформация встречается редко, долгосрочный прогноз благоприятен.